# پلاندری
پلاندری (به چکی: Plandry) یک منطقهٔ مسکونی در جمهوری چک است که در ناحیه ییهلاوا واقع شده‌است. پلاندری ۱٫۸۲ کیلومتر مربع مساحت و ۲۰۳ نفر جمعیت دارد و ۵۲۲ متر بالاتر از سطح دریا واقع شده‌است.